# Monosporangiaat
Monosporangiaat worden de landplanten genoemd, waarbij slechts één sporangium wordt gevormd aan het uiteinde van de onvertakte sporofyt. De sporofyt heeft zo een eindige groei. De mossen in wijdere zin zijn alle monosporangiaat. Tot deze mossen behoren drie groepen: levermossen, (blad)mossen en hauwmossen. De hauwmossen hebben een sporofyt, die onderaan in het sporenkapsel een langdurige groei vertoont, in tegenstelling tot de levermossen en de bladmossen waar al snel na rijpheid van het kapsel de groei stopt.

## Voorkomen
De eindige groei van de sporofyt is het geval bij de levermossen, de mossen (met een gesteeld sporangium), en de hauwmossen (die een ongesteeld sporangium hebben). Vaak worden meerdere sporofyten gevonden op een enkele mosplant (gametofyt). Bij de mossen groeien uit een spore een protonema met daarop een groot aantal mosknoppen.

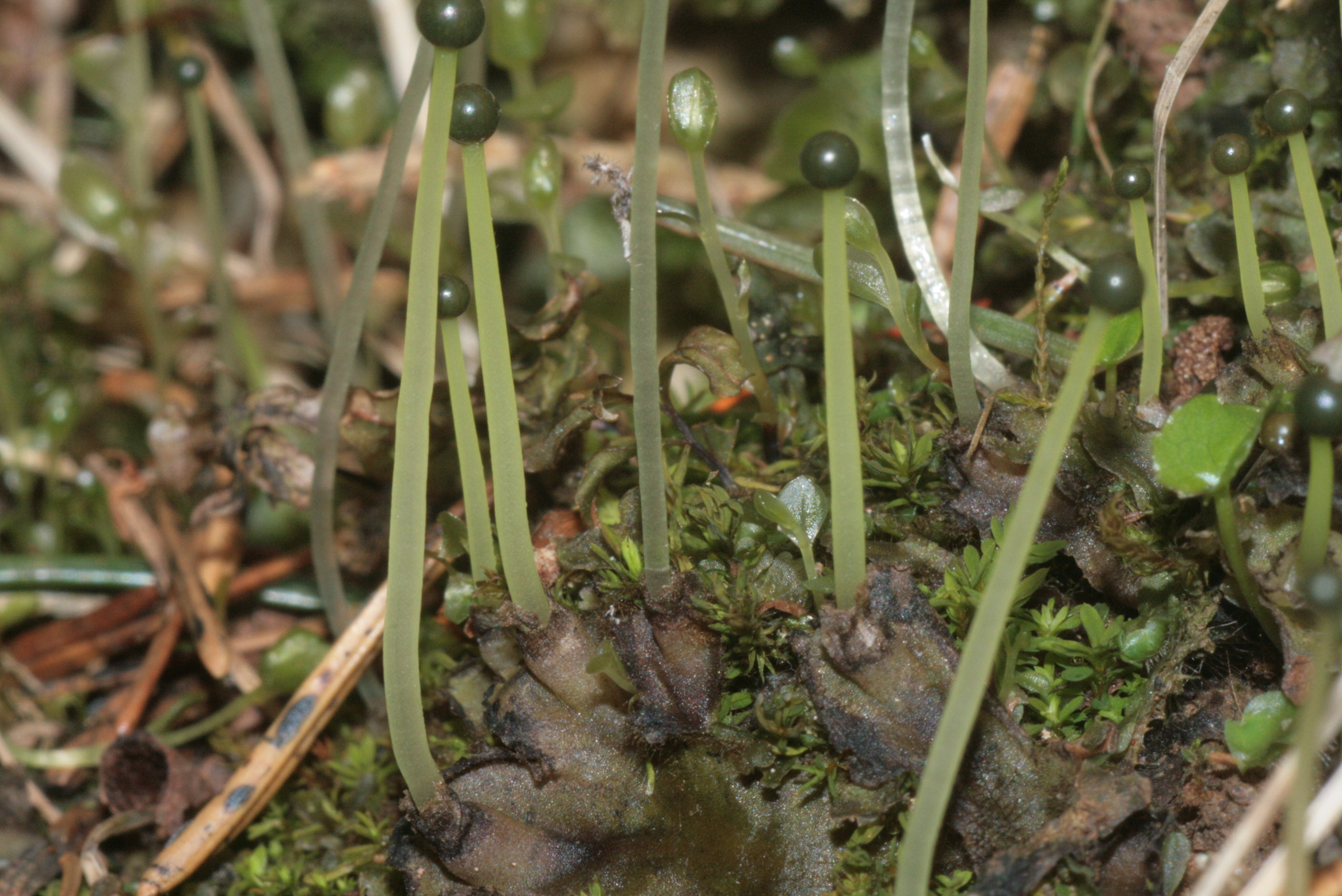
Het levermos gekroesd plakkaatmos (Pellia endiviifolia) met veel sporofyten op het thallus
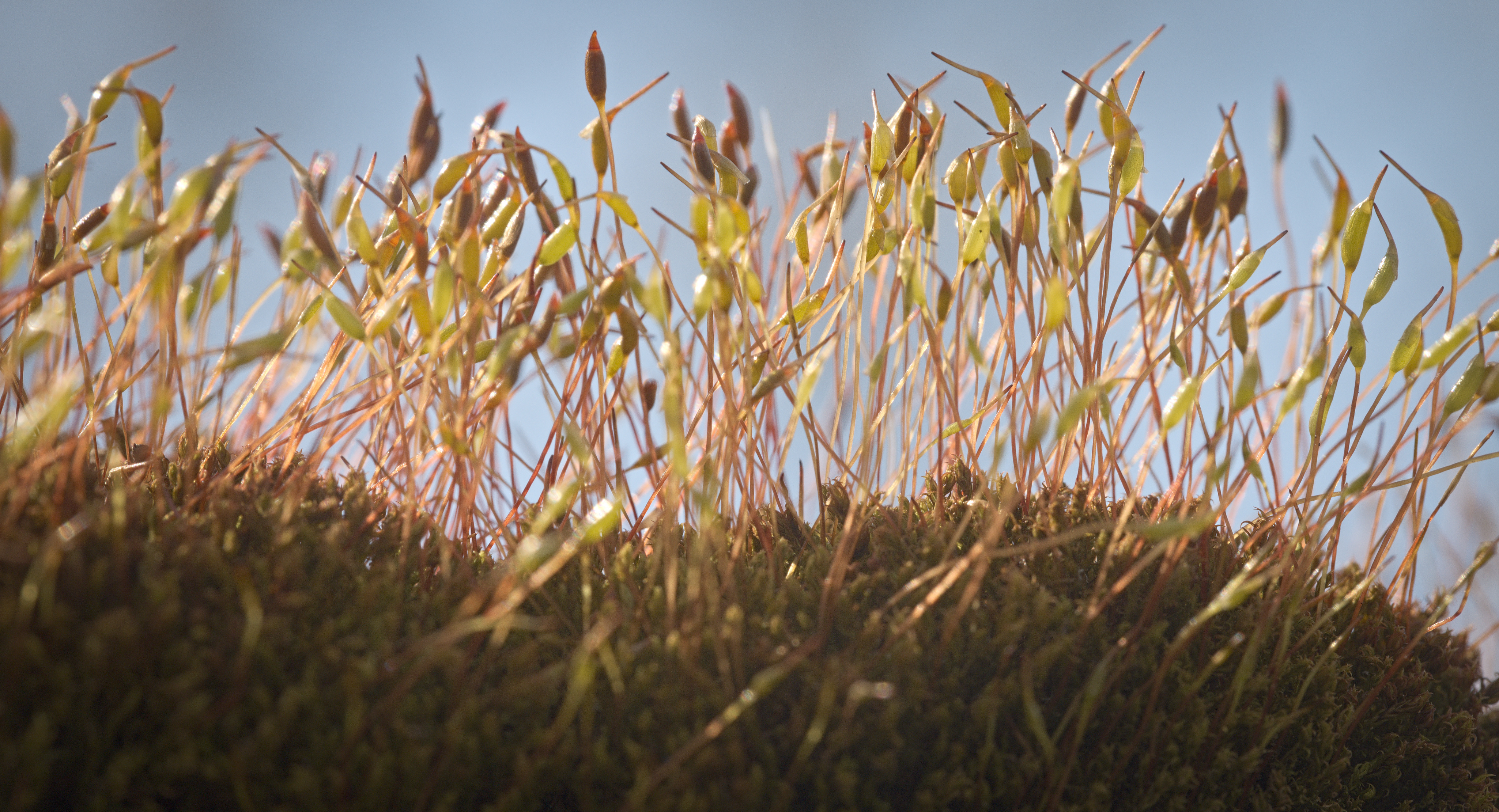
Het bladmos gewoon purpersteeltje (Ceratodon purpureus)
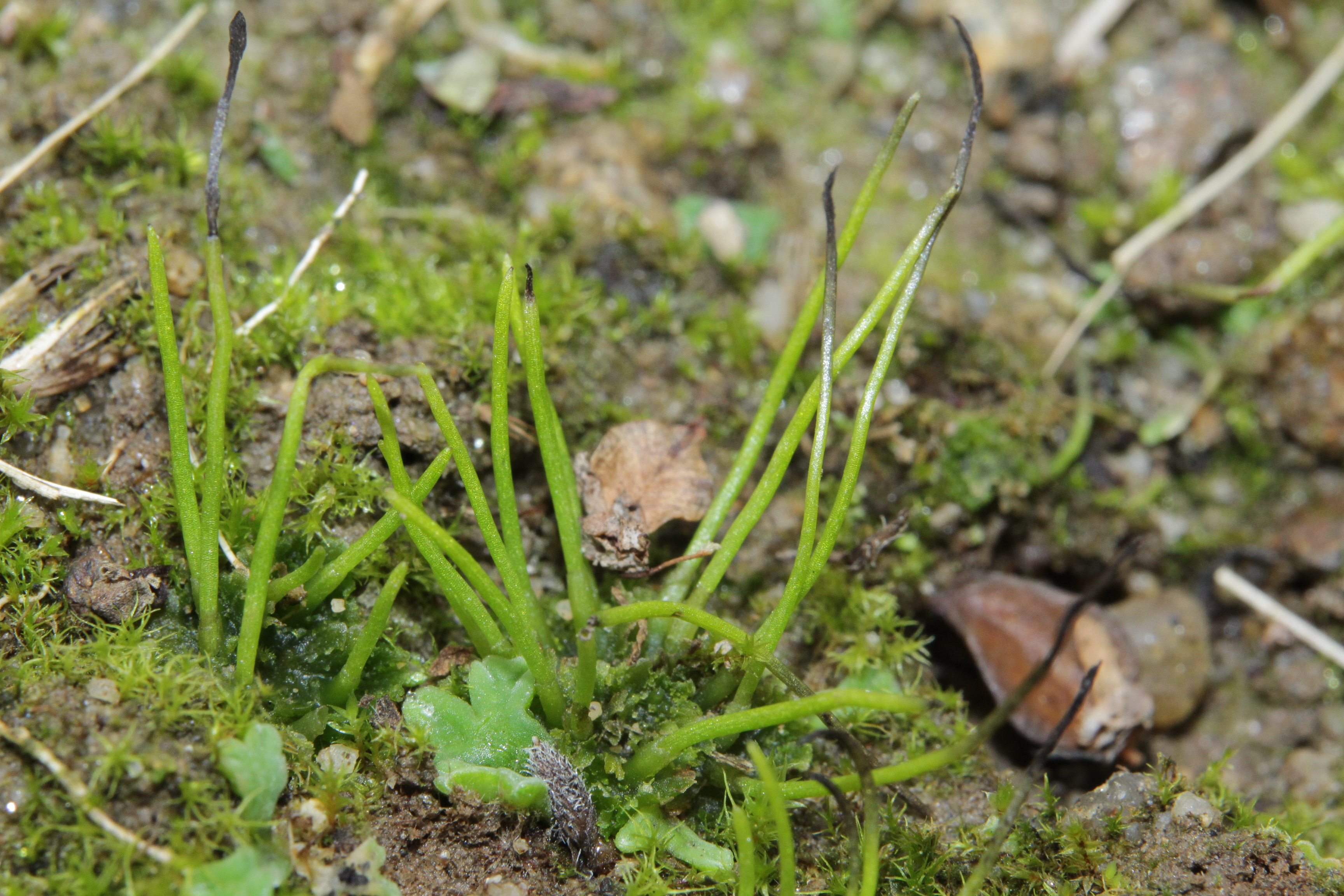
Het hauwmos Anthoceros agrestis met sporangia

De vaatplanten of Tracheophyta zijn polysporangiaat en kunnen meer sporangia vormen per sporofyt. De sporofyt is vertakt, bij de varens veelal dichotoom, waarbij de takken ook ongelijk van grootte kunnen zijn (anisotoom).
Het idee dat de monosporangiate planten één zustergroep vormen van de polysporangiate planten: de vaatplanten, is nu verlaten. De vaatplanten worden gezien als het meest verwant met de hauwmossen.